# Veternik (Berg)
Veternik (albanisch auch Veterniku, serbisch-kyrillisch Ветерник) ist ein Berg im Kosovo. Er ist 2461 m. i. J. hoch und gehört zum Prokletije.
Der Veternik liegt im Gebirgsteil Bjeshkët e Namuna südwestlich von Peja und südlich des Rugova-Tals. Der Bergzug zwischen dem Rugovatal respektive dem Seitental von Milishevc im Norden und dem Tal der Bistrica e Deçanit im Süden wird Koprivnik (auch Kopranik, Maja e Kopranikut, Maja e Erës, Mali e Koprivnikut) genannt. Der Veternik ist der höchste Gipfel des Koprivnik-Bergzugs.

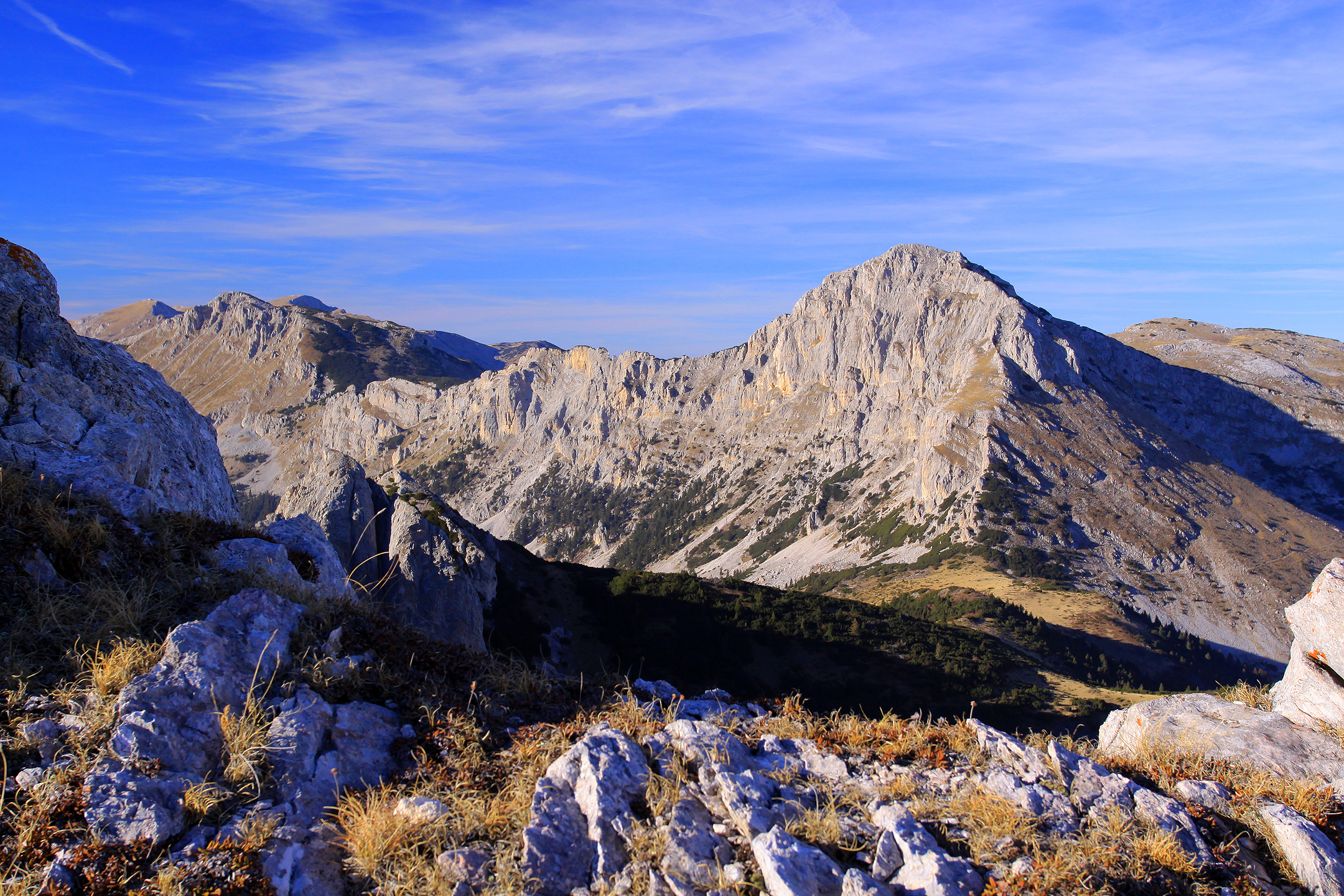
Felswand an der Südseite des Koprivnik mit dem Veternik vorne und der Çfëria ganz hinten

Markant für den Koprivnik ist die steil abfallende Südwand. Die Felswand ist rund 100 bis 300 Meter hoch und zieht sich über eine Länge von fast drei Kilometern. Solch felsige Kalkstein-Partien sind untypisch für diesen Teil des Prokletije.
Über die Lage beziehungsweise Benennung der einzelnen Gipfel des Koprivnik liegen widersprüchliche Angaben vor, die sogar in das Lexikon Enciklopedija Jugoslavije Einzug fanden. Die Bergspitzen sind praktisch auf jeder Karte anders verortet.
Der Veternik gilt als höchster Gipfel (2460 m. i. J.) über dem Ostteil der Steilwand. Weiter westlich liegt die Çvërla (2413 m. i. J.; auch Qvërla, Çfërla, serbisch Врх Крш Чеврије Vrh Krš Čevrlje).
Der Koprivnik besteht aus Sandstein und Kalkstein, im Westen aus dem Permokarbon, im Osten aus der Trias.
Ebenfalls zum Gebirgsmassiv, das sich zwischen den Tälern von Rugova und Bistrica e Deçanit erhebt, gehört der Strellc (2377 m. i. J.; auch Maja e Strellcit, Bjeshka e Strellcit, serbisch Стреочка Планина Streočka Planina). Durch die Steilwand auf der Südseite des Koprivnik ist er von diesem aber klar getrennt.